# Isidor d'Alexandria
Isidor d'Alexandria, anomenat l'Hospitalari, (Alexandria, Egipte, 318 - Constantinoble, 404) fou un prevere egipci, monjo i anacoreta a Tebaida. És venerat com a sant per diferents confessions cristianes. Va ser confirmat pel patriarca sant Atanasi i encarregat d'un hospital de viatgers i pobres a Alexandria, d'on ve el seu sobrenom. Va tenir enfrontaments amb els arrians. Va entrar en conflicte amb el Patriarca d'Alexandria Teòfil i es va unir als monjos origenistes al desert de Nítria, on va fer vida eremítica. Va acompanyar els seus caps a Constantinoble per sol·licitar l'ajuda de Joan Crisòstom; en el viatge, morí a la capital romana d'Orient. La seva festivitat es commemora el 15 de gener.